# Gotthard
A Gotthard egy svájci hard rock együttes, mely a legismertebb svájci zenekar. Az együttes világszerte több millió lemezt adott el, hazájában számtalan arany- és platinalemezzel, sőt dupla és tripla platina lemezzel is büszkélkedhet.

## Történet
A Gotthard Svájc olasz nyelvű részén, Lugano városában alakult 1991-ben. Nevük nemcsak a legnagyobb svájci hágóra, de az annak névadójául is szolgáló római katolikus szentre is utal. Emellett egyes értelmezések szerint a zenekar logójában látható fordított T-betű kettéválasztja az együttes nevét és ezáltal angol nyelvi játékot sejtet, mely a 80-as évek hair metal-zenekaraira jellemző szexualitást villantja fel.

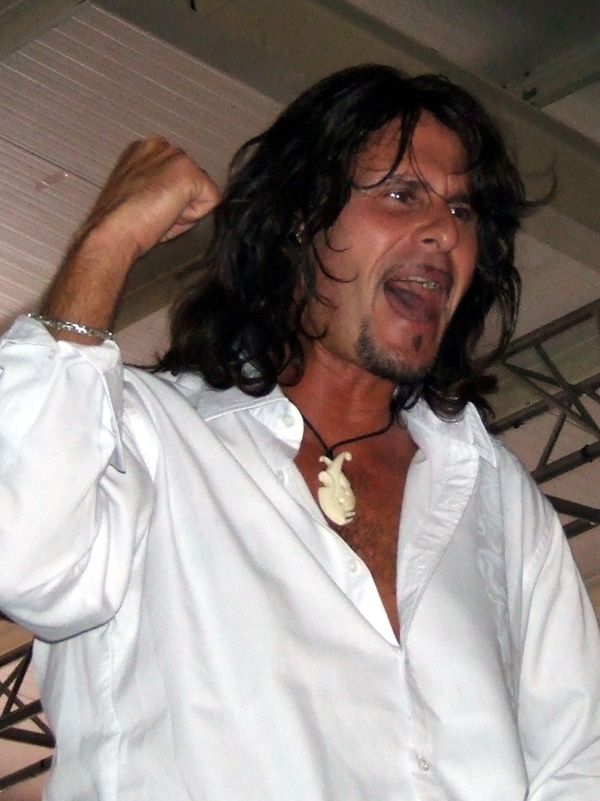
A zenekar egykori legendás frontembere: Steve Lee

A zenekart a kezdetektől felkarolta és segítette Chris von Rohr, a szintén svájci Krokus együttes legendás alapítója. Segítségével a BMG ajánlott lemezszerződést a zenekarnak, és már 1992-ben megjelenhetett a Gotthard címre hallgató debütáló albumuk. Ezt követően a zenekar albumai rendre megtalálhatók voltak mind a svájci, mind az európai (különösen német és osztrák) slágerlisták helyezettjei között. 1996-ban csatlakozott az alapítókhoz Mandy Mayer gitáros, aki korábban a Krokus-ban és az Asiában is megfordult.
Az együttesre egyértelmű zenei hatással volt a Led Zeppelin, a Deep Purple, valamint a korai Van Halen és különösen a Whitesnake. Tiszteletük jeleként feldolgozták többek között az Immigrant Song című Led Zeppelin-dalt, valamint a Deep Purple által ismertté tett Hush című számot.
A Gotthard-életmű középső albumai, az 1997-es akusztikus D-Frosted című lemeztől kezdődően egészen a 2003-as Human Zoo korongig jellegzetesen könnyebben emészthető, a nagyközönség számára is befogadható rock-albumok. A zenekar életében a váltás a keményebb hangzásvilág irányába 2003-ban azután következett be, hogy megváltak Chris von Rohr producertől és Mandy Mayer gitáros helyére Freddy Scherer érkezett. Ezzel párhuzamosan az együttes kiadót is váltott és a Nuclear Blast-tal kötött szerződést. Az eredeti hangzáshoz való visszakanyarodás nem ártott a zenekar népszerűségének, sőt, 2004-ben a svájci olimpiai dalt, a One Team, One Spirit-et is ők jegyezték. Emellett pedig a zenekar életében először, 2008-ban, Domino Effect című albumával elnyerte a legjobb svájci rock-lemez díját is (Swiss Music Award, «Best Album Pop/Rock National»).
A zenekar legújabb lemeze (Need To Believe címen) 2009 szeptemberében jelent meg, ezt megelőzően a Deep Purple társaságában koncerteztek, míg 2009-ben és 2010-ben a Europe-pal indultak közös világturnéra.
2010. október 5-én, a zenekar frontembere, Steve Lee az Amerikai Egyesült Államokban motoros túrán vett részt, mely során Las Vegas közelében - vétlen félként - 47 éves korában halálos balesetet szenvedett.
A zenekar utolsó koncertjére Steve Lee-vel a mikrofon mögött 2010. augusztus 22-én került sor a svájci Gampel Open Air fesztiválon.
Több mint egy évvel a legendás frontember halálát követően a Gotthard végül megtalálta új énekesét. Noha számos ismert név is felmerült a zenekar körül, így többen vélték úgy, hogy Jeff Scott Soto vagy éppen Tommy Heart lehet a befutó, az együttes egy eddig európai szinten ismeretlen énekes mellett döntött: az új énekes az 1971-ben a svájci Lausanne városában született, de Ausztrália földjén nevelkedett Nic Maeder lett. Az énekes eddig egyetlen albumot jelentett meg testvérével, Sebastiannal közösen alapított Maeder nevű rockbandával. Marc Lynn basszusgitáros nyilatkozata szerint: "Rögös út vezetett idáig és a jelentkezők egyedisége miatt nehéz volt meghozni a végső döntést. Nic Maeder esetében azonban mindannyian nagyon hamar úgy éreztük, hogy mind zeneileg, mind emberileg megvan köztünk a szükséges kölcsönhatás."

## Diszkográfia

### Stúdiólemezek
- 1992: Gotthard
- 1994: Dial Hard
- 1996: G.
- 1999: Open
- 2001: Homerun
- 2003: Human Zoo
- 2005: Lipservice
- 2007: Domino Effect
- 2009: Need To Believe
- 2012: Firebirth
- 2014: Bang
- 2017: Silver
- 2020: #13

### Koncert és válogatás lemezek
- 1995: Hamburg Tapes (Live)
- 1997: D-Frosted (Live & Unplugged)
- 2002: One Life One Soul (Compilation)
- 2004: One Team One Spirit (Best Of)
- 2006: Made In Switzerland (Live)
- 2010: Heaven - Best of Ballads Part 2
- 2011: Homegrown - Alive in Lugano (Live)

### Kislemezek
- 1992: All I Care For
- 1992: Hush
- 1992: Firedance
- 1993: Mountain Mama
- 1994: Travellin' Man
- 1994: I'm On My Way
- 1995: Father Is That Enough
- 1996: One Life One Soul
- 1996: He Ain't Heavy He's My Brother
- 1997: Fight For Your Life
- 1997: One Life One Soul (Live)
- 1997: Love Soul Matter
- 1997: Someday
- 1998: Let It Rain
- 1999: Merry X-Mas
- 1999: Blackberry Way
- 1999: You
- 2000: Heaven
- 2000: Homerun
- 2003: What I Like
- 2003: Janie's Not Alone
- 2003: Have A Little Faith
- 2004: Fire and Ice
- 2004: One Team One Spirit
- 2005: Lift U Up
- 2005: Round And Round
- 2005: Anytime, Anywhere
- 2006: Tu Pasion
- 2006: El Traidor
- 2007: The Call
- 2007: Come Alive
- 2009: Need To Believe
- 2009: Shangri La
- 2009: Unconditional Faith

### DVD
- 2002: More Than Live (DVD)
- 2006: Made in Switzerland (DVD+CD)

## Külső hivatkozások
- A zenekar hivatalos oldala
- A zenekar Myspace oldala
- Magyar rajongói oldal
- Gotthard Discography